# Левітін Арон Якович
Арон Якович Левітін (рос. Арон Яковлевич Левитин нар. 1892, Харків — пом. 1975) — радянський футбольний арбітр і функціонер. Перший голова Всеукраїнської футбольної секції (1932—1934). Суддя всесоюзної категорії (1938).
Єврей за національністю, юрист за фахом. У 1910-х роках — гравець і голова гуртка «Женесс» (Харків). Команда «Женесс» була другим призером Харкова у сезоні 1911 року та ділила 2-4-те місця у сезоні 1912/13 років.
До Другої світової війни був головою президії Харківської футбольно-хокейної колегії суддів та заступником голови міської футбольно-хокейної секції.
Автор брошури «Правила гри у футбол у запитаннях і відповідях» (видання 1928 і 1930 років — українською, 1932 — російською).
Похований на Янівському цвинтарі у Львові.